# Les Cabanyes
Les Cabanyes är en kommun i Spanien. Den ligger i provinsen Província de Barcelona och regionen Katalonien, i den östra delen av landet, 500 km öster om huvudstaden Madrid. Antalet invånare är 947. Arean är 1,2 kvadratkilometer. Les Cabanyes gränsar till Vilobí del Penedès, La Granada, Vilafranca del Penedès och Pacs del Penedès.
Terrängen i Les Cabanyes är platt.